# Vrhnika község
Vrhnika község (szlovénul Občina Vrhnika) Szlovénia 212 alapfokú közigazgatási egységének, azaz községének egyike a Közép-Szlovénia statisztikai régióban. Központja Vrhnika kisváros. Lakosainak száma 17 655 fő (2020. július 1.).

## Elhelyezkedése
Vrhnia közvetlenül Ljubljana városi község mellett helyezkedik el, ezért a fővároshoz, Ljubljanához közel, attól 20 kilométerre található. Vrhnika község Logatec, Cerknica és Ljubljana városi községekkel határos.. Vrhnika várost Ljubljanával a Ljubljanica folyó is összeköti, mely így a község legnagyobb vízfolyása.
A községet átszeli a Spielfeld-Straß–Trieste Centrale-vasútvonal és az A1-es autópálya, mindkettő Ljubljanát köti össze az Adriai-tengerrel.

## A község települései
A községhez Vrhnika székhelyen kívül a következő települések tartoznak:
- Bevke
- Bistra
- Blatna Brezovica
- Drenov Grič
- Jamnik
- Jerinov Grič
- Lesno Brdo
- Mala Ligojna
- Marinčev Grič
- Mirke
- Mizni Dol
- Padež
- Podlipa
- Pokojišče
- Prezid
- Sinja Gorica
- Smrečje
- Stara Vrhnika
- Strmica
- Trčkov Grič
- Velika Ligojna
- Verd
- Zaplana
- Zavrh pri Borovnici

## Története
Vrhnika környéke az őskor óta lakott, erről a Ljubljanica folyó medrében talált tárgyak tanúskodnak. Sztrabón görög geográfus részletes leírást tett közzé a környéken áthaladó áruszállítási útvonalról.
A környék első közigazgatási egysége Vrhnika körzet volt, melyet 1854-ben hoztak létre. Az Szlovén Népköztársaságban 1952-ben alakították ki a közigazgatási rendszert, melyben Vrhnika települése Ljubljana körzethez tartozott. 1992-ben, az önálló Szlovéniában alakították ki Vrhnika községet, ami akkor még 13 települést foglalt magában. A községhez 2021-ben 26 település tartozott.

## Népesség
| Lakosok száma | 15 602 | 16 016 | 16 412 | 16 477 | 16 609 | 16 765 | 16 799 | 16 998 | 17 452 | 17 655 |
|               | 2008   | 2009   | 2011   | 2012   | 2013   | 2015   | 2016   | 2017   | 2019   | 2020   |